# Amalia Holst
Amalia Holst (geborene von Justi; * 10. Februar 1758 in Altona als Paulina Amalia Johanna Marchand; † 6. Januar 1829 in Groß-Timkenberg) war eine deutsche Pädagogin und Frauenrechtlerin. Sie setzte sich für eine Bildung im Geiste der Aufklärung ein und war Verfechterin der Frauenbildung.

## Leben
Amalia von Justi wurde als voreheliche Tochter des preußischen Bergrats Johann Heinrich Gottlob von Justi und dessen zweiter Ehefrau Johanna Maria Magdalena Marchand geboren. Johann von Justi war später Professor für Staatsökonomie und Naturwissenschaft in Göttingen. Im Jahr 1760 veröffentlichte er mit dem Vorschlag von Errichtung einer Akademie vor das Frauenzimmer seine Forderung nach einer neuartigen Frauenbildung. Er schrieb darin:
daß es ungemein nützlich und heilsam seyn würde, wenn man sich eine vernünftige Erziehung des weiblichen Geschlechts mehr angelegen seyn ließe, und eine gewiße Art von höhern Schulen und Akademien vor dasselbe errichtete.
1767 folgte sein Vorschlag von Errichtung eines weiblichen Schöffenstuhls, der vorsah, das in Gerichten nur Frauen über Frauen urteilen sollten. Im Jahr 1771 starb er im Gefängnis, wo er wegen des Verdachts der Untreue einsaß. Wie es seiner Tochter danach ergangen ist, ist nicht bekannt.
1792 heiratete Amalia von Justi in Hamburg den Juristen Ludolf Holst. Mit ihm betrieb Amalia Holst Erziehungsanstalten in Hamburg, Wittenberg, Boitzenburg, Schwerin und Parchim. Sie lebten die Ehe als Arbeitsgemeinschaft. Die beiden hatten drei Kinder. Von Aufzeichnungen aus dem Jahre 1807 weiß man, dass Amalia Holst in Wittenberg, ihr Mann in Hamburg gemeldet waren. Die beiden scheinen also getrennt gelebt zu haben. Das Damen-Conversations-Lexikon verzeichnete 1864, als einzige Quelle hierfür, die Promotion Amalia Holsts zur Doktorin der Philosophie seitens der Universität Kiel. Von 1823 bis zu ihrem Tod lebte sie in Timkenberg in der Nähe von Boizenburg.

## Pädagogik
1791 formulierte Holst ihre Bemerkungen über die Fehler unserer modernen Erziehung. Die alten Erziehungsmethoden seien nur eine Gedächtnisübung, ohne dass auf die Entwicklung des Geistes Rücksicht genommen werde. So habe man nur „oberflächliches Vielwissen“ und Selbstgefälligkeit gefördert. Sie knüpft bei Johann Bernhard Basedow, Joachim Heinrich Campe und Christian Gotthilf Salzmann an, derer theoretischen Vorstellungen sie sich anschließt. Deren Konzepte seien aber praktisch mangelhaft umgesetzt. Sie beklagte das viele Gerede, und das zu wenig an Handlung.
Im „spielenden, sich ganz nach der Laune des Kindes bequemenden Unterricht“ lehnte sie ab, da er zur Oberflächlichkeit erziehe. Die Folge sei, dass sich die Schüler statt ausgiebig mit dem Nützlichen, nur auf die Schnelle mit dem was sie gerade anspricht beschäftigten, bis es den Reiz des neuen verloren habe. Man solle dem Kind nichts vorsetzen, sondern ein beobachtetes individuelles Interesse gezielt vertiefen.
In den Bemerkungen über die Fehler unserer modernen Erziehung wird nicht zwischen Jungen- und Mädchenbildung unterschieden. Es findet keine explizite Betrachtung der Geschlechterfrage statt.

## Frauenrechte

### Soziale Rolle
1795 erschien in Leipzig, zunächst anonym Elisa oder Das Weib, wie es seyn sollte, ein Roman von Wilhelmine Karoline von Wobeser. Darin wird die Titelheldin, Tochter, Ehefrau und Mutter Elisa als Ideal einer traditionellen Vorstellung weiblicher Tugenden dargestellt. Dieses Werk reizte Holst zu ihren in Zeitschriften veröffentlichten Briefen an Elisa (1799/1800), in denen sie die idealisierte Unterordnung der Ehefrau kritisierte.
In den Briefen beruft sie sich auf Jean-Jacques Rousseau, Jean de Lafontaine, Christoph Meiners und Carl Friedrich Pockel. Holsts Einschätzung Rousseaus unterliegt mit der Zeit einem Wandel. Dessen im Roman Julie oder Die neue Heloise gezeigtes Frauenbild erhält in den Briefen über Elisa noch ihre Zustimmung. In ihrer Bestimmung des Weibes zeichnet sie hingegen das Bild Rousseaus als reaktionären Rechteverweigerer. Hier weist sie stattdessen auf Theodor Gottlieb von Hippel hin, dessen Abhandlung Über die bürgerliche Verbesserung der Weiber sie mehr Aufmerksamkeit wünscht. Hippel wird als wahrscheinlicher Ideengeber des stärkere Nachdrucks im Vergleich zu den Briefen an Elisa vermutet.
Amalia Holst tritt der Unterstellung, Frauen könnten weniger präzise denken, entgegen. Im Sinne der Aufklärung weist sie darauf hin, dass sich der Mensch erst durch Bildung zu einer mündigen Person mache. Von der Ehe schreibt sie, diese sei als Vertrag unter gleichberechtigten Partnern anzusehen. Ihre Grundlage könne nur Liebe, nicht ein Herrschaftsverhältnis sein. Die Vorstellung einer durch hintergründige Beeinflussung ihres Gatten ihre Wirkung entfaltenden Frau weist sie zurück:
Die unsichtbaren Fäden, womit wir bisher hinter den Kulissen das Maschinenwerk des großen Schauspiels der Welt geleitet haben, werfen wir hinweg, weil es unter unserer Würde als Mensch ist, uns ferner zu verstellen, um durch List und Ränke zu unserem Zweck zu gelangen.

### Bildung
1802 erschien Über die Bestimmung des Weibes zu höherer Geistesbildung. Im Geiste der Aufklärung trat sie hier für das Naturrecht aller Menschen auf Bildung ein. Die Beschränkung auf Männer folge dem Recht des Stärkeren, was von der Kultur überwunden werden müsse.
Denkt etwa unser Geist […] nach anderen logischen Gesetzen, nimmt er die Dinge der Außenwelt anders auf, als die Männer?
Wie Rousseau erfährt auch Pockel hier eine Neubewertung. Dessen Schreiben über eine durch Bildung abgelenkte, ihre häuslichen Pflichten vernachlässigende, Frau parodiert Holst, in dem sie im selben Stile von einigen durch Bildung abgelenkten Männern berichtet. Wenn man einer Frau Bildung verweigere, um sie nicht abzulenken, müsse man auch den Männern jegliche über ihre beruflichen Notwendigkeiten hinausgehende Bildung versagen.
Holst räumt für unverheiratete Frauen die Möglichkeit ein, sich dank ihrer Bildung um ihre Versorgung verdient machen zu können. Sonst spricht sie von traditionellen familiären Aufgaben der Frau. Bei ihrer Betrachtung der Frauenbildung hat sie stets nur die höheren Stände im Sinn.

## Rezeption
Ein anonymer Rezensent beschäftigte sich 1802 in der Zeitschrift zur Geschichte der Zeit, der Sitten und des Geschmacks mit Holsts Thesen. Er sieht wissenschaftlich begabte Frauen als Anomalie der Natur. Holst wirft er Inkonsequenz vor: Sie fordere wissenschaftliche Bildung, aber keine entsprechenden Berufe für Frauen. Dann fordere sie Bildung für Frauen, nicht aber für Angehörige niederer Stände. Moderne Beurteilungen, wie etwa die Claudia Honeggers, schließen sich der Beobachtung der die beruflichen Aussichten einschränkenden Mutterrolle in Holsts Werk an.
Elke Spitzer sieht Holst als Aufklärerin einerseits, andererseits als in der Tradition der Querelle des femmes stehend. Holst unterlasse die Forderung nach einer Umwälzung der Geschlechterrollen, nicht als Zugeständnis einer unterschiedlichen Natur, sondern als eine frei vereinbarte Aufgabenverteilung. Spitzer beobachtet  Merkmale der Querelle des femmes bei Holst. Das scholastische Argumentationsmuster von Rede und Gegenrede schimmere durch. Typisch für diese Tradition sei auch Holsts Aufzählung berühmter Frauen, die als Indiz für gleiche Fähigkeiten der Geschlechter angeführt werde, sowie ihre intensive Vaterbeziehung.

## Werke
- Bemerkungen über die Fehler unserer modernen Erziehung (1791)
- Briefe an Elisa. 1799.
- Über die Bestimmung des Weibes zur höhern Geistesbildung. (1802; in Berlin von Heinrich Frölich verlegt)